# كومبه ميلا

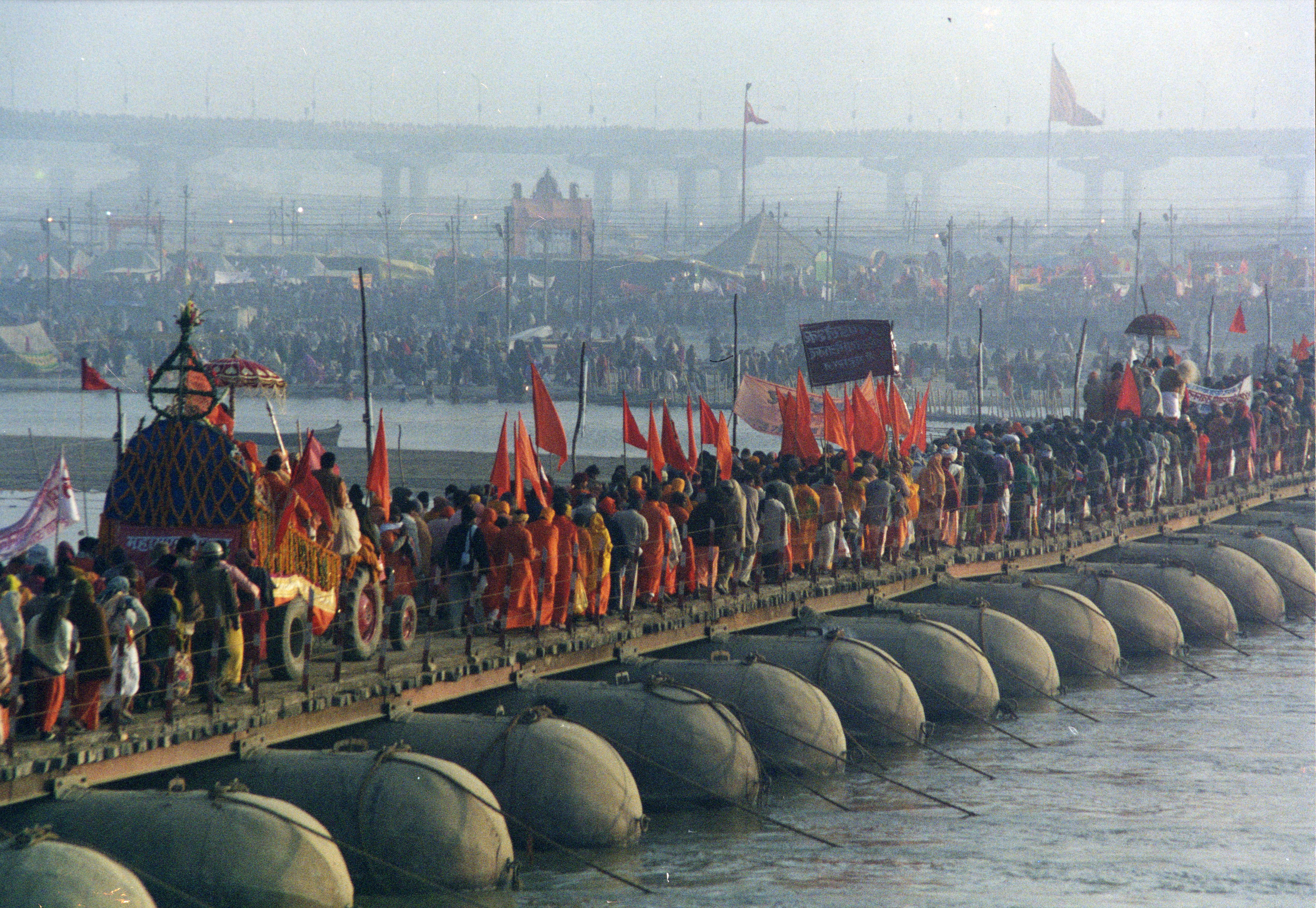
كومبه ميلا في 2001.

كُمبه ميلا (कुम्भ मेला، بالكتابة الأردية: کمبھ میلہ، نقحرة: Kumbh Melā) حج هندوسي يحدث أربع مرات كل 12 سنة ويتنقل بين أربعة مواقع. ولمرة واحدة كل 12 سنة يحدث كُمبه ميلا عظيم في مدينة الله آباد ويحضر 25 مليون شخص .

## لمحة تاريخية

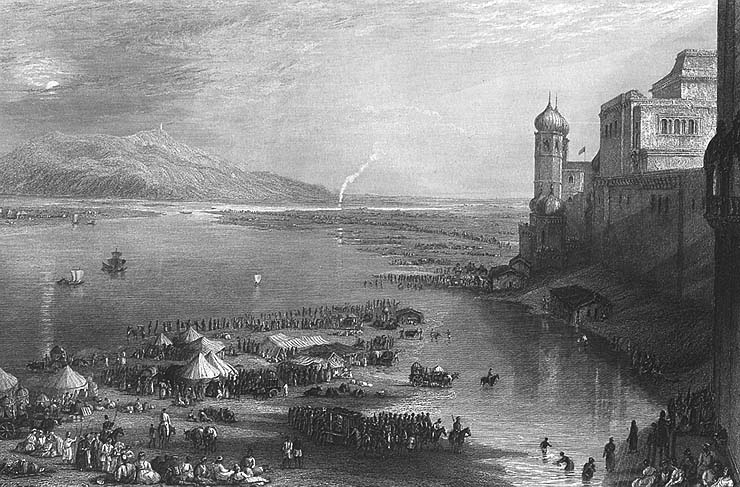
كومبه ميلا 1850

تعود الممارسة للقصة التالية. قبل آلاف السنين في العصر الفيدي توصلت الآلهة والشياطين لاتفاق مؤقت يقضي بالتعاون على خض رحيق الخلود في محيط اللبن الأولي وعلى تقسيمه بالتساوي بينهم. لكن عندما ظهرت الكومبه (أي القارورة) التي تحوي الرحيق هربت الشياطين بها ولحقت بها الآلهة. وتحاربت الآلهة والشياطين 12 يوما وليلة في السماء على القارورة. وخلال المعركة سقطت نقاط من الرحيق على أربعة أماكن هي أماكن حج كومبه ميلا الحالية. لذا يقوم الحجاج بزيارة الأماكن التي سقط عليها الرحيق.

## التوقيت
الساعة السابعة صباحا إلى الساعة السابعة مساء

## الشعائر الدينية
الصلاة و تقديم البخور و التمسح بالرماد